# Штаборова, Мария Михайловна
Мария Михайловна Штаборова — советский хозяйственный, государственный и политический деятель, Герой Социалистического Труда.

## Биография
Родилась в 1915 году в деревне Заполье. Член КПСС с 1951 года.
С 1931 года — на хозяйственной, общественной работе. В 1931—1969 гг. — доярка на молочнотоварной ферме колхоза имени Калинина в селе Матигоры Холмогорского района Архангельской области, бригадир скотного двора в колхозе имени XXII съезда КПСС Холмогорского района, консультант Архангельской опытной станции животноводства и луговодства.
Указом Президиума Верховного Совета СССР от 30 августа 1950 года присвоено звание Героя Социалистического Труда с вручением ордена Ленина и золотой медали «Серп и Молот».
Делегат XIX съезда КПСС.
Умерла в селе Матигоры в 1987 году.